# 504 Кора
504 Кора (504 Cora) — астероїд головного поясу, відкритий 30 червня 1902 року у Гарвардській обсерваторії.